# Matovce
Matovce es un municipio del distrito de Svidník, en la región de Prešov, Eslovaquia. Tiene una población estimada, a fines del año 2020, de 120 habitantes.
Está ubicado en el centro-norte de la región, cerca del río Ondava (cuenca hidrográfica del río Tisza) y de la frontera con Polonia.

## Demografía
| Año        | 1994 | 2004    | 2014    | 2024    |
| ---------- | ---- | ------- | ------- | ------- |
| Población  | 144  | 133     | 128     | 119     |
| Diferencia |      | −7,63 % | −3,75 % | −7,03 % |

| Año        | 2023 | 2024 |
| ---------- | ---- | ---- |
| Población  | 119  | 119  |
| Diferencia |      | +0 % |